# Zatrephes ignota
Zatrephes ignota là một loài bướm đêm thuộc phân họ Arctiinae, họ Erebidae.